# Gávea (Rio de Janeiro)
Gávea (jedro na portugalskom) je stambena četvrt u južnoj zoni Rio de Janeira. Četvrt graniči s četvrtima São Conrado, Leblon, Lagoa i Jardim Botânico. Najpoznatija sveučilišta države Rio de Janeiro, Pontifícia Universidade Católica do Rio de Janeiro, kao i nekoliko škola, nalaze se u ovoj četvrti. Gávea je poznata i po Baixo Gávea, bohemskom mjestu na kojem se skupljaju mladi iz čitavog grada.
Prvi Europljani koji su ovdje živjeli, bili su Francuzi, koji su sjekli drvo pernambuco. Ime Gávea, mjestu je dao Estácio de Sá, 16. lipnja 1565. godine, točnije Estácio je tako krstio stijenu iznad mjesta (Pedra da Gávea), koja je izgledala kao gornje jedro na brodu.
Četvrt posjeduje hipodrom Gávea, a nogometni stadion Gávea, usprkos tomu što se zove po ovoj četvrtu, ustvari nalazi u četvrti Lagoa. S druge strane, sjedište nogometnog kluba Flamengo se nalazi u Gávei.